# Indias de Mayagüez 2012
Questa voce raccoglie le informazioni riguardanti le Indias de Mayagüez nelle competizioni ufficiali della stagione 2012.

## Organigramma societario
Area direttiva
- Presidente: Ismael Pagán

Area tecnica
- Primo allenatore: Hugo Gotuzzo (fino a marzo), José Luis Díaz (da marzo)

## Rosa
| N° | Nome               | Ruolo | Data di nascita  | Nazionalità sportiva |
| -- | ------------------ | ----- | ---------------- | -------------------- |
| 1  | Jeyka Camacho      | C     | -                | Porto Rico           |
| 2  | Sydney Anderson    | P     | 30 dicembre 1987 | Stati Uniti          |
| 3  | Yarimar Rosa       | S     | 20 giugno 1988   | Porto Rico           |
| 4  | Stephanie Niemer   | S     | 3 settembre 1989 | Stati Uniti          |
| 5  | Alexandra Allard   | P     | -                | Porto Rico           |
| 6  | Mariel Medina      | P     | 6 settembre 1988 | Porto Rico           |
| 7  | Emily Calderón     | L     | 24 febbraio 1989 | Porto Rico           |
| 8  | Yashiree Molina    | L     | 20 marzo 1991    | Porto Rico           |
| 9  | Blair Brown        | S/O   | 5 marzo 1988     | Stati Uniti          |
| 10 | Miriam Rivera      | S/O   | -                | Porto Rico           |
| 11 | Yesenia Román      | C     | 26 giugno 1989   | Porto Rico           |
| 12 | Amanda Vázquez     | C     | 30 marzo 1984    | Porto Rico           |
| 14 | Rebecca Perry      | S/O   | 29 dicembre 1988 | Stati Uniti          |
| 15 | Waleska Toro       | S     | -                | Porto Rico           |
| 17 | Erin Moore         | S     | 17 maggio 1982   | Stati Uniti          |
| 18 | Jetzabel Del Valle | C     | 19 dicembre 1979 | Porto Rico           |